# Plebiscito nacional de Argentina de 1984
En Argentina se realizó un plebiscito nacional no vinculante el domingo 25 de noviembre de 1984 con el fin de obtener el parecer de la ciudadanía respecto a aceptar o rechazar el Tratado de Paz y Amistad firmado con Chile para resolver el Conflicto del Beagle, luego de la mediación de la Santa Sede.

## Desarrollo previo

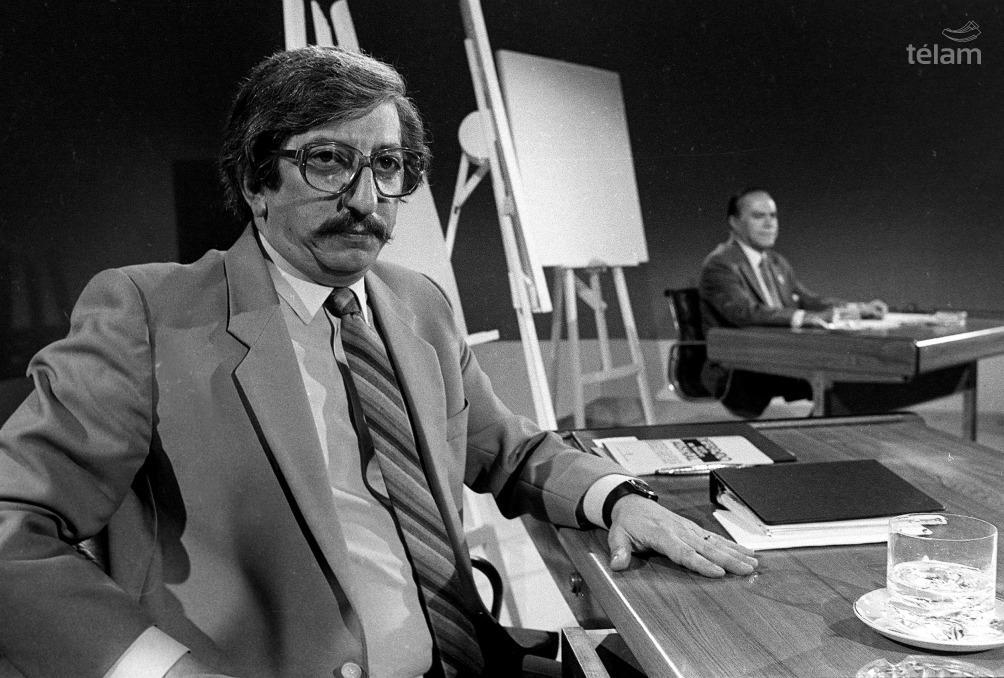
Debate televisivo entre Dante Caputo (izq.) y Vicente Saadi (der.).

Dado que el plebiscito no era de carácter vinculante, ni era obligatorio participar en la contienda, el gobierno nacional no debía necesariamente acatar el resultado; sin embargo, el entonces presidente Raúl Alfonsín declaró que respetaría la decisión mayoritaria. Finalmente, más del 81% de los votos emitidos fueron favorables a la propuesta, con una participación que superó el 72% de la población habilitada para votar.
El partido oficialista, Unión Cívica Radical, llamó a votar a favor de la propuesta. La oposición, encabezada por el Partido Justicialista, boicoteó el proceso, considerando que distraía la atención de los problemas económicos. Algunos referentes de esta agrupación, como Herminio Iglesias, instaron a participar de la elección y votar en contra. En contraste, otros dirigentes como Carlos Menem se manifestaron por el sí. Los sectores de derecha, entre los que se encontraban los grupos militares que gobernaron Argentina de facto entre 1976 y 1983 durante la dictadura autodenominada Proceso de Reorganización Nacional, también se pronunciaron en contra.

## Posiciones políticas
- A favor: Unión Cívica Radical; Partido Intransigente; Partido Comunista; Movimiento de Integración y Desarrollo; Partido Demócrata Cristiano; Partido Demócrata Progresista; Partido Socialista Unificado; Partido Socialista Popular; Confederación Socialista; Frente de Izquierda Popular; Partido Federal; Partido Obrero Revolucionario; Movimiento Popular Neuquino; Partido Bloquista; Vanguardia Federal; Movimiento Popular Jujeño. Se mostraron a favor Jorge Taiana; Carlos Menem, gobernador de La Rioja; Julio Bárbaro, diputado nacional; Eduardo Duhalde, intendente de Lomas de Zamora; Fermín Chávez y José María Rosa, historiadores.

- En contra: Movimiento Nacionalista de Restauración; Movimiento Nacionalista Constitucional; Partido Comunista Marxista Leninista; Partido de la Independencia; Partido de la Democracia Social; Partido Demócrata de la Capital Federal. También se opusieron el expresidente de facto Roberto Levingston; Isaac Rojas, exvicepresidente de facto.

- Abstención: Partido Justicialista; Frente de Izquierda Popular; Movimiento al Socialismo; Alianza Libertadora Nacionalista; Encuentro Nacional Republicano; Partido de la Generación Intermedia; Agrupación Doctrina y Conducción, liderada por el teniente (RE) Julián Licastro; Partido Liberal de Corrientes; el expresidente de facto Juan Carlos Onganía.[4]

## Resultados
La propuesta fue aprobada por el 82% de los votos, frente al 17% que optaron por la negativa y menos de un 2% de votos en blanco o nulos. El Territorio Nacional de Tierra del Fuego, Antártida e Islas del Atlántico Sur fue el distrito que más se opuso, no obstante los votos a favor del tratado igualmente superaron —aunque levemente— a los que se oponían al mismo.
| Opción                | Votos      | %     |
| --------------------- | ---------- | ----- |
| Sí                    | 10.454.172 | 82,60 |
| No                    | 2.201.963  | 17,40 |
| Votos positivos       | 12.656.135 | 98,40 |
| Votos en blanco       | 141.121    | 1,10  |
| Votos anulados        | 64.099     | 0,50  |
| Participación         | 12.861.355 | 70,09 |
| Abstenciones          | 5.489.508  | 29,91 |
| Electores registrados | 18.350.863 | 100   |
| Fuente:               |            |       |

### Resultados por provincia
| Provincia           | SÍ         | SÍ    | NO        | NO    |           | Votos positivos | Votos positivos | Votos en blanco | Votos en blanco | Votos anulados | Votos anulados |       | Participación | Participación | Electores registrados |
| Provincia           | Votos      | %     | Votos     | %     | Votos     | %               | Votos           | %               | Votos           | %              | Votos          | %     |               |               | Electores registrados |
| ------------------- | ---------- | ----- | --------- | ----- | --------- | --------------- | --------------- | --------------- | --------------- | -------------- | -------------- | ----- | ------------- | ------------- | --------------------- |
| Buenos Aires        | 4.237.251  | 80,94 | 997.831   | 19,06 |           | 5.235.082       | 98,56           | 48.598          | 0,91            | 27.705         | 0,52           |       | 5.311.385     | 78,59         | 6.758.336             |
| Capital Federal     | 1.311.387  | 81,67 | 294.281   | 18,33 | 1.605.668 | 98,64           | 16.886          | 1,04            | 5.323           | 0,33           | 1.627.877      | 67,30 | 2.418.933     |               |                       |
| Catamarca           | 64.041     | 95,06 | 3.330     | 4,94  | 67.371    | 98,84           | 357             | 0,52            | 437             | 0,64           | 68.165         | 50,94 | 133.814       |               |                       |
| Chaco               | 220.716    | 83,13 | 44.793    | 16,87 | 265.509   | 98,14           | 3.334           | 1,23            | 1.694           | 0,63           | 270.537        | 66,30 | 408.058       |               |                       |
| Chubut              | 93.833     | 83,04 | 19.170    | 16,96 | 113.003   | 98,90           | 699             | 0,61            | 556             | 0,49           | 114.258        | 71,92 | 158.863       |               |                       |
| Córdoba             | 1.027.223  | 88,80 | 129.599   | 11,20 | 1.156.822 | 98,07           | 16.884          | 1,43            | 5.920           | 0,50           | 1.179.626      | 70,65 | 1.669.715     |               |                       |
| Corrientes          | 232.864    | 85,08 | 40.840    | 14,92 | 273.704   | 98,58           | 2.609           | 0,94            | 1.340           | 0,48           | 277.653        | 61,92 | 448.418       |               |                       |
| Entre Ríos          | 345.970    | 86,85 | 52.402    | 13,15 | 398.372   | 97,30           | 8.477           | 2,07            | 2.557           | 0,62           | 409.406        | 65,68 | 623.297       |               |                       |
| Formosa             | 88.604     | 86,91 | 13.342    | 13,09 | 101.946   | 98,18           | 1.084           | 1,04            | 808             | 0,78           | 103.838        | 70,73 | 170.978       |               |                       |
| Jujuy               | 99.385     | 84,25 | 18.575    | 15,75 | 117.960   | 98,21           | 1.412           | 1,18            | 734             | 0,61           | 120.106        | 53,20 | 225.743       |               |                       |
| La Pampa            | 84.148     | 94,56 | 4.837     | 5,44  | 88.985    | 98,16           | 1.260           | 1,39            | 408             | 0,45           | 90.653         | 60,61 | 149.557       |               |                       |
| La Rioja            | 31.486     | 90,44 | 3.329     | 9,56  | 34.815    | 98,77           | 344             | 0,98            | 90              | 0,26           | 35.249         | 82,24 | 42.861        |               |                       |
| Mendoza             | 376.821    | 66,72 | 187.999   | 33,28 | 564.820   | 98,50           | 5.188           | 0,90            | 3.404           | 0,59           | 573.412        | 74,60 | 768.608       |               |                       |
| Misiones            | 191.828    | 83,68 | 37.413    | 16,32 | 229.241   | 97,53           | 4.007           | 1,70            | 1.799           | 0,77           | 235.047        | 69,88 | 336.376       |               |                       |
| Neuquén             | 96.282     | 87,56 | 13.682    | 12,44 | 109.964   | 98,90           | 721             | 0,65            | 503             | 0,45           | 111.188        | 75,59 | 147.090       |               |                       |
| Río Negro           | 132.203    | 87,46 | 18.960    | 12,54 | 151.163   | 98,25           | 1.737           | 1,13            | 949             | 0,62           | 153.849        | 73,58 | 209.082       |               |                       |
| Salta               | 193.894    | 75,25 | 63.785    | 24,75 | 257.679   | 98,45           | 2.171           | 0,83            | 1.890           | 0,72           | 261.740        | 64,88 | 403.441       |               |                       |
| San Juan            | 162.886    | 89,11 | 19.906    | 10,89 | 182.792   | 98,81           | 1.455           | 0,79            | 738             | 0,40           | 184.985        | 63,18 | 292.777       |               |                       |
| San Luis            | 85.514     | 89,43 | 10.105    | 10,57 | 95.619    | 98,69           | 924             | 0,95            | 349             | 0,36           | 96.892         | 63,96 | 151.486       |               |                       |
| Santa Cruz          | 30.232     | 78,21 | 8.422     | 21,79 | 38.654    | 99,05           | 263             | 0,67            | 109             | 0,28           | 39.026         | 69,67 | 56.018        |               |                       |
| Santa Fe            | 901.943    | 87,22 | 132.142   | 12,78 | 1.034.085 | 98,07           | 16.373          | 1,55            | 3.968           | 0,38           | 1.054.426      | 61,24 | 1.721.825     |               |                       |
| Santiago del Estero | 137.491    | 86,69 | 21.106    | 13,31 | 158.597   | 97,83           | 2.590           | 1,60            | 922             | 0,57           | 162.109        | 40,33 | 402.003       |               |                       |
| Tierra del Fuego    | 9.682      | 59,77 | 6.516     | 40,23 | 16.198    | 99,08           | 60              | 0,37            | 90              | 0,55           | 16.348         | 79,03 | 20.685        |               |                       |
| Tucumán             | 298.488    | 83,36 | 59.598    | 16,64 | 358.086   | 98,49           | 3.988           | 1,01            | 1.806           | 0,50           | 363.580        | 57,45 | 632.899       |               |                       |
| Total               | 10.454.172 | 82,60 | 2.201.963 | 17,40 |           | 12.656.135      | 98,40           | 141.121         | 1,10            | 64.099         | 0,50           |       | 12.861.355    | 70,09         | 18.350.863            |